# Pan-Pacific Championship 2009
| Pan-Pacific Championship 2009 |                    |
|                               |                    |
| Anzahl Vereine                | 4                  |
| Sieger                        | Suwon Bluewings    |
| Austragungsort                | Carson, CA, USA    |
| Eröffnung                     | 18. Februar 2009   |
| Endspiel                      | 21. Februar 2009   |
| Tore                          | 8 (Ø: 2 pro Spiel) |
| Torschützenkönig              | siehe unten        |

Die Pan-Pacific Championship 2009 war die zweite Austragung dieses Wettbewerbs. Die Spiele wurden im Februar 2009 im Home Depot Center in Carson, CA ausgetragen. Sieger wurde der südkoreanische Vertreter Suwon Bluewings im Elfmeterschießen gegen Los Angeles Galaxy.

## Spielplan
Alle Zeitangaben in der Pacific Time Zone (UTC −8 Stunden)

|  | Halbfinale                 | Halbfinale                 |                                  |   | Finale                     | Finale                     |
|  |                            |                            |                                  |   |                            |                            |
|  | Suwon Bluewings            | 1                          |                                  |   |                            |                            |
|  | Shandong Luneng Taishan    | 0                          |                                  |   |                            |                            |
|  | 18. Februar 2009 17:30 Uhr |                            |                                  |   |                            |                            |
|  |                            |                            | 21. Februar 2009 20:00 Uhr n. E. |   |                            |                            |
|  | Los Angeles Galaxy         | 3                          |                                  |   |                            |                            |
|  |                            | Suwon Bluewings            | 5                                |   |                            |                            |
|  |                            |                            |                                  |   |                            |                            |
|  | Spiel um Platz drei        |                            |                                  |   |                            |                            |
|  | 18. Februar 2009 20:00 Uhr | 18. Februar 2009 20:00 Uhr | Ōita Trinita                     | 2 |                            |                            |
|  | Los Angeles Galaxy         | 2                          | Shandong Luneng Taishan          | 1 |                            |                            |
|  | Ōita Trinita               | 0                          |                                  |   | 21. Februar 2009 17:30 Uhr | 21. Februar 2009 17:30 Uhr |

## Torschützenliste
| Platz | Name             | Verein                  | Tore |
| ----- | ---------------- | ----------------------- | ---- |
| 1     | Edson Buddle     | Los Angeles Galaxy      | 1    |
| 1     | Cho Yong-Tae     | Suwon Samsung Bluewings | 1    |
| 1     | Jovan Kirovski   | Los Angeles Galaxy      | 1    |
| 1     | Mike Magee       | Los Angeles Galaxy      | 1    |
| 1     | Miljan Mrdaković | Shandong Luneng Taishan | 1    |
| 1     | Daiki Takamatsu  | Oita Trinita            | 1    |
| 1     | Ueslei           | Oita Trinita            | 1    |